# 一夜未了情
《一夜未了情》（英語：To Love Or Not），2011年7月15日在中国大陆上映的爱情电影。

## 影片引语
|  | 上床容易，相爱难。 |

## 剧情
摄影师苏东因为一次去卡尔汉拍摄而腰部中弹，于是他回到国内疗伤。
他独自一人去了云南旅游，期间认识了空姐顾婷。顾婷在携程网订房结果只剩下一间，苏东提议两人凑合住一个房间。顾婷不同意，苏东把订的房间钥匙给了顾婷，自己走出了旅馆在外面逛了一夜。第二天苏东在旅馆的留言墙上看到了顾婷的留言：“有一个岛屿，它突然靠近你，或是午后。你斜靠在它身上，你是很累了。晚上，有人敲你的房门，很难说那是不是岛屿的一部分。愿同去老君山者，明天早上六点，在街口牧马人车旁等候”，苏东领悟之后，钻进了她的吉普车睡觉。第二天早上顾婷开着车前往老君山，在路上，一个横公路的人使得车子来了个急刹车，苏东被顾婷发觉睡在她车里。两人一起拍摄牦牛、山羊，苏东还兴高采烈地在车里吹起了口哨学鸟叫，顾婷不由得分了心，车子直奔一群牛羊而去，苏东因为帮助她组织车子撞上牛羊群而被甩出了车外。苏东被摔伤了，两人只得在外面露营。两人一同在野外烤火聊天熟悉了彼此。晚上两人在帐篷里都睡不着，苏东伸出手抓住了顾婷的手，两人在帐篷里亲热使得帐篷都着火了。
当他们一同回到北京时，顾婷看到苏东的女友正在机场等候他的归来，不由得心生怨恨，责备苏东的背叛和玩弄，并把他的名片直接扔进了垃圾桶。顾婷购买去巴黎的机票准备启程去巴黎。正好此时顾婷的好友宋梅来通知她，顾婷的母亲的现任丈夫出事住院了，房子被子女霸占了，她没有房子住。顾婷只得取消去巴黎，为母亲租了房子并且给了她一部分生活费，并答应过几天为母亲找间房子。
苏东搭乘顾婷所作的航班去云南，询问乘务员才得知顾婷已经辞职了。苏东的好友丹阳（一个瘫痪在轮椅上的摄影家丹阳）把自己拍摄的获奖照片署名为苏东，把莱卡工作社的职位留给了苏东。因为苏东身上有伤影响生育，丹阳劝苏东去他老婆（生育医生）那儿当志愿者捐精给自己留个种。
苏东的女友找苏东谈话，告诉他自己有新男友了，来找苏东只是为了有始有终，断了这头。两人于是分了手。
苏东去杂志社应聘，结果遇上了正在帮忙招聘的顾婷。顾婷因为怨恨未看他的简历就宣布不聘用他。两人理论，正好社长来了，苏东拿出简历，被社长聘用了。
顾婷和苏东一同去茶馆喝茶，顾婷送了一个瑞典设计师设计的单身戒指给苏东，并和他订下了三条规矩，告诉他山里面的事情绝对不能带到城里来。
在一次拍摄工作之后，苏东正在洗手间洗手，正好顾婷也来洗手，苏东主动握着她的手，帮她抹平洗手液，并冲水洗干净了。两人的关系由此逆转回暖。
一天，他们都在办公室讨论照片的问题，宋梅的情人和情人的老婆带着一个大个子闯了进来，那女人抽了宋梅一个耳光，幸亏苏东前去解围这才挽回了宋梅做小三的面子。
顾婷和苏东在夜店唱完歌喝完酒之后，顾婷 送苏东回去，苏东主动邀请顾婷去家里坐坐。因为是十二点之后回家的，电梯停了，两人不得不走路上去。两人爬上上面楼梯亲吻结果把书包不小心掉了下去，不得不再次下去捡书包。
顾婷卖掉父亲的旧房子，为母亲买了新房子。夜里下着瓢泼大雨，一个人撑着伞在外面行走，苏东骑着摩托车把她接了回去。两人喝着威士忌，聊起了家常，苏东告诉顾婷很多事情的真相。两人住在了一起。一段时间后，顾婷怀孕了。她买来了避孕药避孕。而苏东也因为房事过多，使得腰部的弹片移位，嫂子和医生建议他终止房事。苏东悄悄地去法国大使馆办理了出入境手术和学校事务。顾婷因为每天帮忙整理家务和苏东吵了起来，这是苏东告诉顾婷：因为她不原谅自己的母亲，母亲觉得现任丈夫死后会无依无靠而吞服氟化钾自杀，随后，亲眼目睹一切的丈夫也在医院病逝。临死前手里还攥着女儿给的房门钥匙。顾婷也搬出了苏东家。苏东跑去顾婷家接她回去，顾婷告诉苏东她上午去医院打了孩子，宣布两人的关系彻底断了。
丹阳约顾婷出来，把苏东拍摄的照片给她看：苏东找到阿苏卡了，苏东他是被阿苏卡射杀的。这是顾婷流出眼泪。顾婷打算怀上苏东的孩子，跑去医院，苏东的三子告诉她：苏东在去卡尔汉之前，去医院销毁了精子。顾婷和好友宋梅逛街时，看到苏东的前女友莎莎和现任男友幸福的在一起打趣，而且莎莎怀孕了。这时，顾婷说：苏东，我想怀你的孩子，可是我知道这一切已经是不可能的了，冥冥中，这一切似乎是安排好的，我们注定只能是彼此生命中的过客，谁也无法停下来，谁也无法等候谁，既然如此，那我就把你从我的记忆中抹去了，我要继续过我的生活。

## 影片主题
制作方高军认为：“这是一个和爱情有关的故事，讲述了命运的坎坷，亲情守望的主题，但是片名不够给力。所以我建议改成这个片名，是为了让观众对影片有关注，特别是引起女性观众的关注。”
导演江澄称：“《一夜未了情》所阐述的话题是非常严肃的，‘上床容易，相爱难’，现在人们的保护意识过于强大，但是其实内心都很渴望被爱！”

## 演员
| 演员   | 角色       | 备注 |
| 方中信 | 苏东       | 战地记者、摄影师。后来被自己深爱的卡尔汉孩子阿苏卡射杀。                                                              |
| 李小冉 | 顾婷       | 空姐。8岁时，她母亲为了自己的爱，抛弃丈夫和女儿。形成了她冷漠、缺乏母爱的性格。                                       |
| 周海媚 | 宋梅       | 名牌杂志主编。婷婷的好友。                                                                                            |
| 李媛   | 莎莎       | 苏东的女友。因为苏东爱上顾婷愤然分手。后来重新找到了自己的幸福。                                                      |
| 宋晓英 | 顾婷的妈妈 | 顾婷8岁时，和顾婷的爸爸离婚，后来在医院看到自己现任丈夫快病逝了，而自己的女儿也不肯原谅她的过去，于是吞服氟化钾自杀。 |
| 丁勇岱 | 丹阳       | |
| 乔红   | 丹阳的妻子 | 医院生育科医生。 |

## 曲目
- 片尾曲《记得忘了我》，演唱者：麦凌

## 评价
凤凰网：《一夜未了情》 干净的“情色”电影。凤凰网：煽情段落显得很老派，影片最大的问题还是在于，一个从“一夜情”开始的艳遇故事，却非常俗套地落入爱的资格与能力的思辨当中，结尾处的死亡毫无必要，也不够震撼。而所谓“卡尔汉少年”的故事，与男女主角的情爱主线，也没有必然的逻辑联系，很失败！